# Lokomotiv-Versuchsamt Grunewald
Das Lokomotiv-Versuchsamt Grunewald (Abkürzung LVA) war eine von 1920 bis 1945 bestehende Einrichtung in Berlin-Grunewald, die Versuche an Eisenbahnfahrzeugen durchführte. Das Amt nutzte Einrichtungen des Eisenbahn-Ausbesserungswerks Grunewald an der Stadtbahn südwestlich des Westkreuzes.

## Geschichte
Das Lokomotiv-Versuchsamt Grunewald unterstützte ab 1920 das Eisenbahn-Zentralamt, 1925 in Reichsbahn-Zentralamt Berlin umbenannt, bei der Durchführung von Versuchen an Dampflokomotiven durch und der Schaffung wissenschaftlicher Grundlagen der Leistungsmessung an Schienenfahrzeugen.
1945 wurden die Arbeiten in Grunewald bedingt durch den Zweiten Weltkrieg unterbrochen. Sie wurden in der Deutschen Demokratischen Republik im RAW Dessau sowie in der Versuchs- und Entwicklungsstelle Maschinenwirtschaft (VES-M Halle) und in der Bundesrepublik Deutschland in den Bundesbahn-Zentralämtern zunächst in Göttingen, später in Minden sowie in München fortgesetzt.
Auf dem Gelände befinden sich heute einige Dienstgebäude der Deutschen Bahn, einige kleinere Firmen.

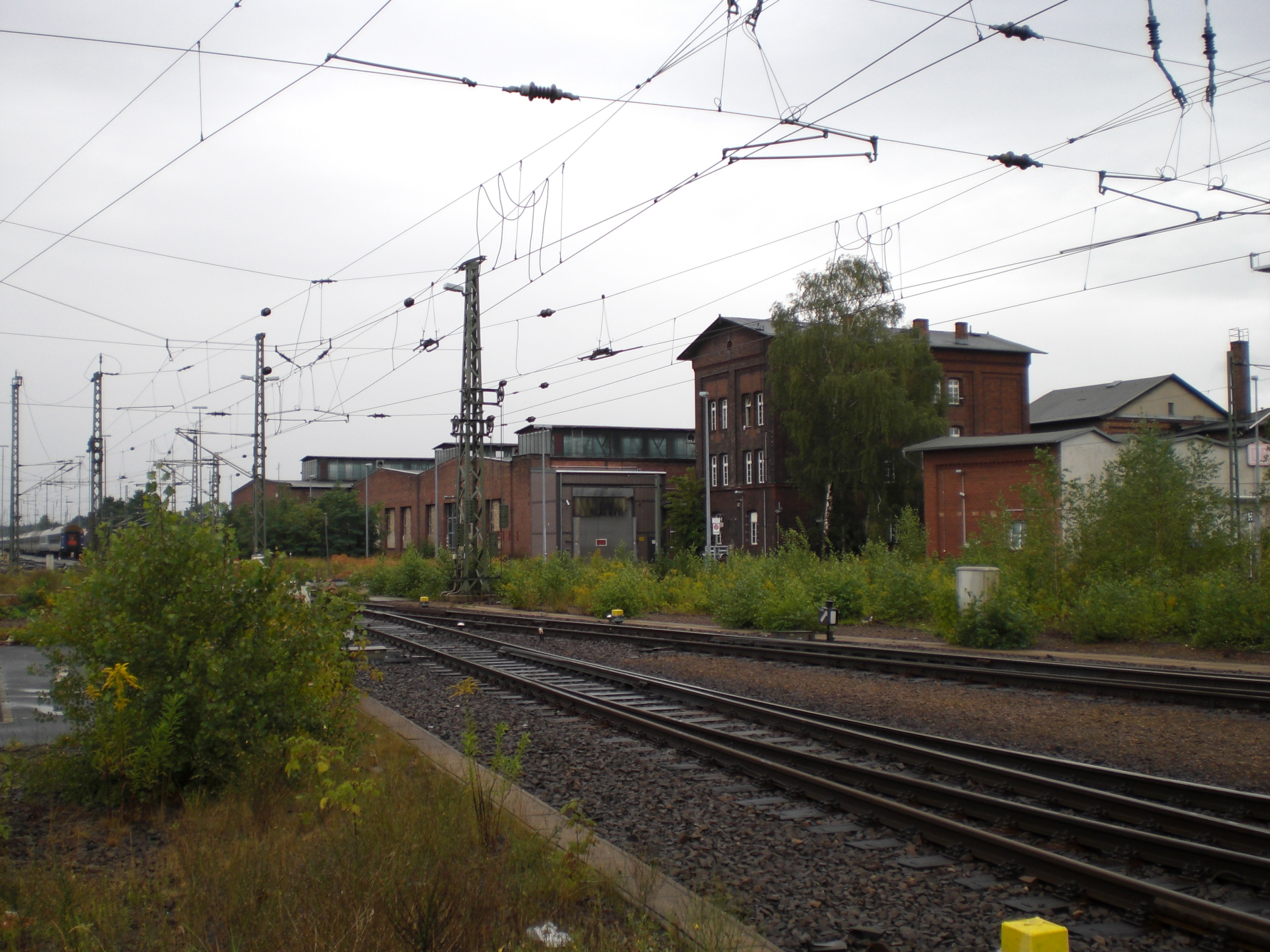
Ehemalige Werkstattgebäude der Reichsbahn auf dem Versuchsgelände (August 2008)
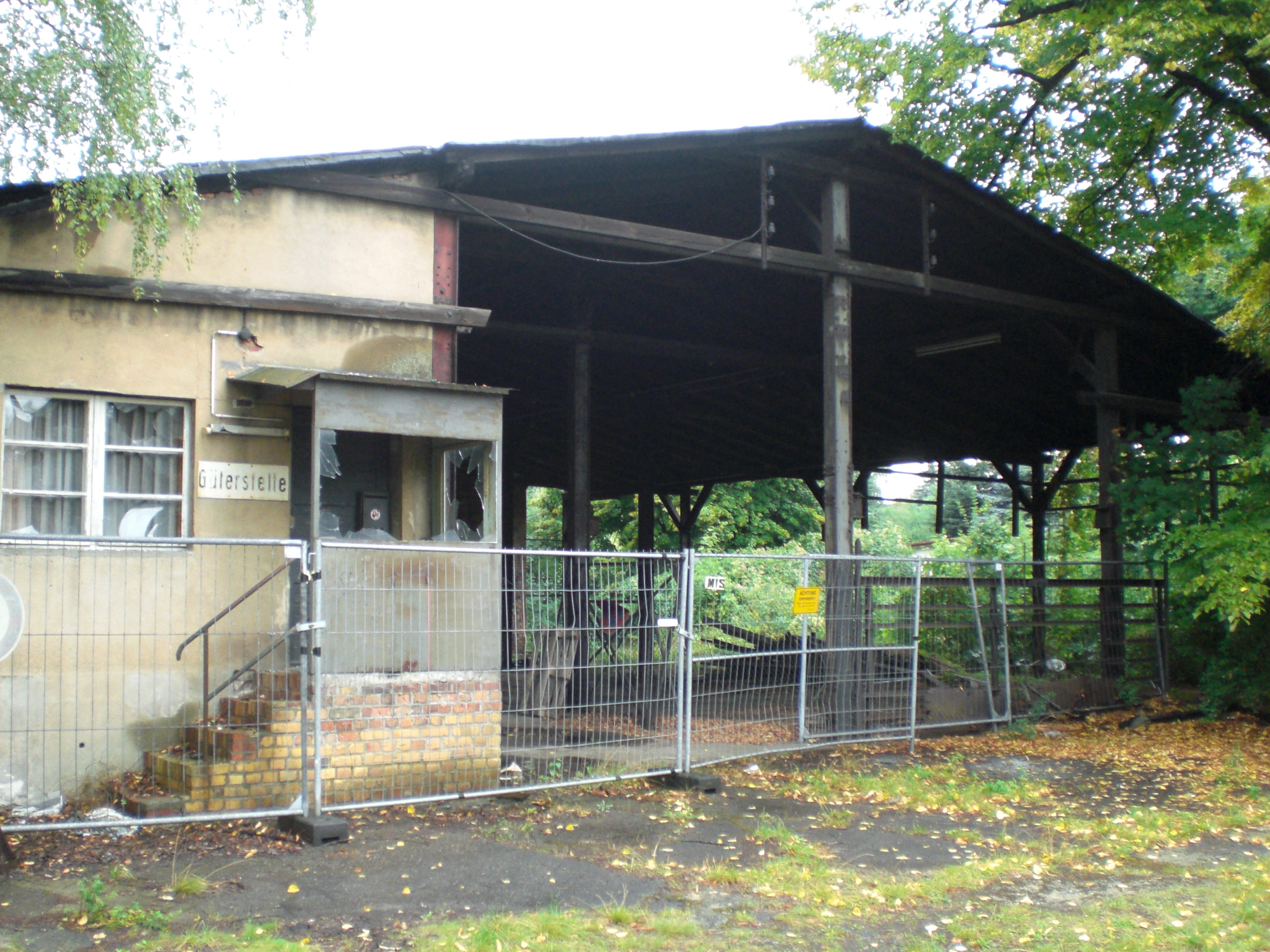
Ehemalige Güterstelle
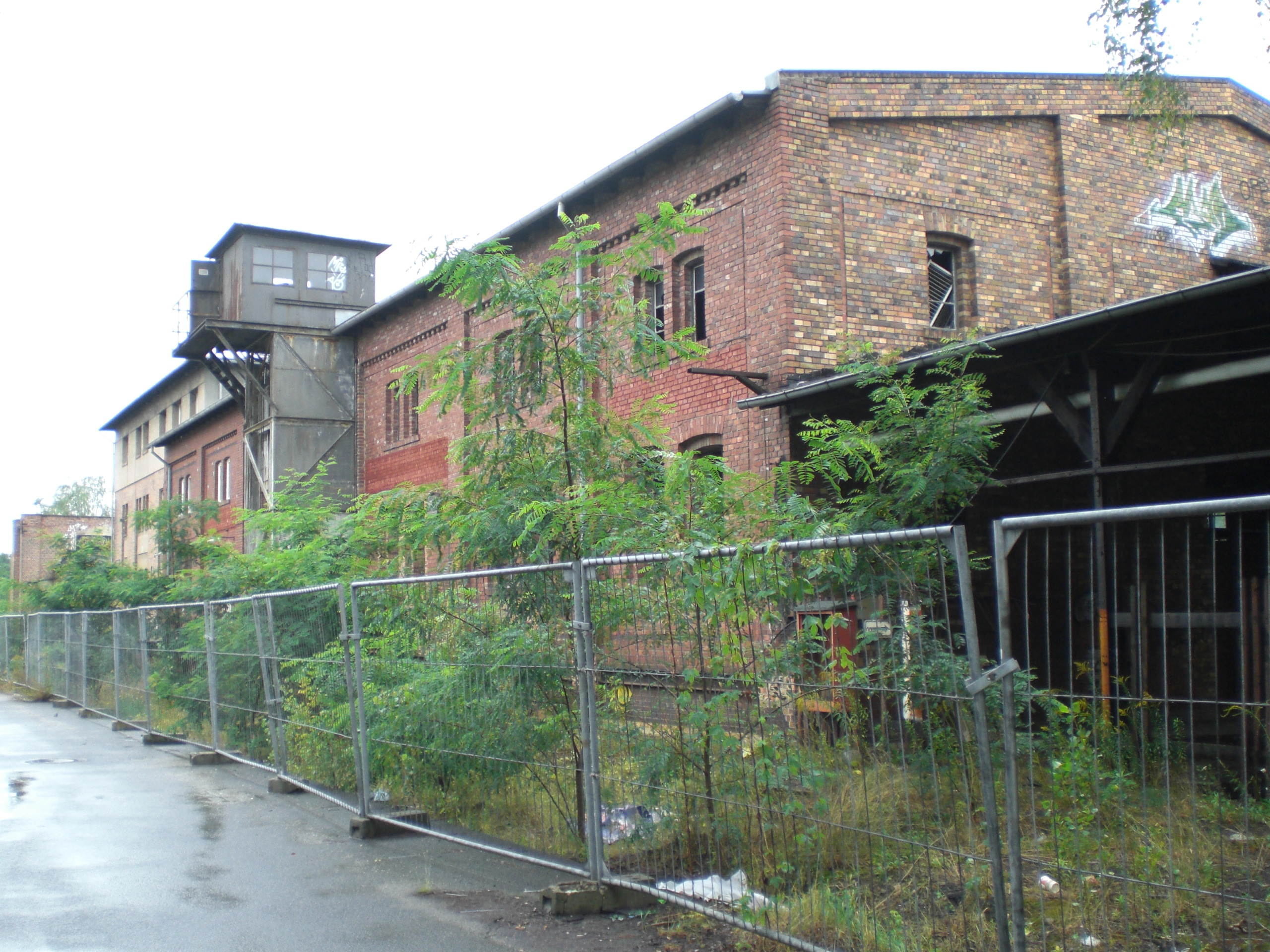
Ehemaliges Werkstattgebäude der Reichsbahn auf dem Versuchsgelände (August 2008)

## Ausstattung
Das Amt verfügte über Messwagen, einen Rollenprüfstand mit Wasserwirbelbremsen für Lokomotiven sowie Prüfstände für diverse Fahrzeugkomponenten. Adolf Bothe, Regierungsbeirat und Leiter der Betriebsabteilung für Lokomotiven beim Reichsbahnausbesserungswerk, beschreibt in seiner im Jahre 1923 erschienenen Anleitung das erst durch den von Carl Canzler erfundenen Canzlerdraht möglich gewordene, „insbesondere bei Lokomotiv-Feuerbüchsen angewendete Kupferschweißverfahren“.

## Personal
1936 waren 152 Beschäftigte für das Versuchsamt tätig.
Mit dem Versuchsamt sind folgende Mitarbeiter besonders eng verbunden:
- Hans Nordmann (1879–1957)
- Richard Paul Wagner (1882–1953)